# أبرشية الإسكندرية للأرمن الكاثوليك
أبرشية الإسكندرية للأرمن الكاثوليك هي أبرشية كاثوليكية شرقية تتبع الكنيسة الأرمنية الكاثوليكية. وهي إحدى الكنائس التابعة لبابا روما (طقس ارمني) تتبع الإقليم الكنسي الوحيد لكل كيليكيا، لبنان، التي تغطي مصر والسودان.
الكرسي الاسقفي لابرشية الإسكندرية للأرمن الكاثوليك هو كاتدرائية البشارة في القاهرة وليست في الإسكندرية.

## تاريخ الكنيسة
تأسست أبرشية الإسكندرية في عام 1885، وبذلك انفصلت عن النيابة الرسولية الكاثوليكية اللاتينية في مصر.

## الاساقفة
أساقفة الإسكندرية للارمن الكاثوليك
- بوغوص سابغيان (1901/8/28 - 1904/8/4)
- بيترو كوجونيان (1907/02/26 - تقاعد 1911/03/17)
- جيوفاني كوزيان، (1911/08/27 - وفاة 1933/05/06)
- المطران جاك نسيميان (1933/08/05 - وفاة 1960/07/02)،
- رفائيل بيان (1960/07/02 - تقاعد 1989/03/09)
- بدروس تازة ترموني (21 أغسطس 1989 - 7 أكتوبر 1999)، لاحقًا بطريرك كيليكيا للأرمن (لبنان)
- المطران كريكور اوغسطينوس كوسا (1 يوليو 2006 - الحالي)

## قائمة الكنائس
قائمة الكنائس الأرمينية الكاثوليكية في مصر  
- كاتدرائية البشارة بالقاهرة
- كنيسة القيامة بالمقبرة بالقاهرة
- كنيسة القديسة تريزا بمصر الجديدة
- كنيسة الحبل بلا دنس بالإسكندرية